# Mandevilla abortiva
Mandevilla abortiva är en oleanderväxtart som beskrevs av J.F.Morales. Mandevilla abortiva ingår i släktet Mandevilla och familjen oleanderväxter. Inga underarter finns listade i Catalogue of Life.